# إبراهيم النفيعي
إبراهيم خالد النفيعي (مواليد 1985) ناشط اجتماعي وكاتب عمود بحريني ، عضو مجلس النواب السابق خلال الفترة 12 ديسمبر 2018 حتى 12 ديسمبر 2022.    

## مجلس النواب
ترشح لانتخابات مجلس النواب 2018 عن الدائرة الثانية بمحافظة المحرق حيث حصل في الجولة الأولى التي أقيمت يوم السبت 24 نوفمبر 2018 على 1458 صوت بنسبة %23.89 مما استوجب إقامة جولة إعادة بينه وبين المرشح إبراهيم الحمادي الذي حصل على 1212 صون بنسبة %19.86 وفي يوم السبت 1 ديسمبر 2018 وفاز في جولة الإعادة بعد حصوله على 2932 صوت بنسبة %53.28 مقابل 2571 صوت بنسبة %46.72 إبراهيم الحمادي
وترشح لانتخابات مجلس النواب 2022 عن الدائرة الثانية بمحافظة المحرق حيث حصل في الجولة الأولى التي أقيمت يوم السبت 12 نوفمبر 2022 على 1455 صوت %32.46 مما استوجب إقامة جولة إعادة بينه وبين المرشح حمد فاروق الدوي الذي حصل على 1413 صوت بنسبة %31.52 وخسر في جولة الإعادة بعد حصوله على 1908 صوت بنسبة %47.01 مقابل 2151 صوت بنسبة %52.99 لحمد فاروق الدوي.